# Armstrong Siddeley Sapphire (bilmodell)
Armstrong Siddeley Sapphire var en bilmodell från den brittiska biltillverkaren Armstrong Siddeley. Modellen var en lyxig sedan, men i skiktet under Rolls-Royce och Bentley.